# Crocifissione (Antonello da Messina Anversa)

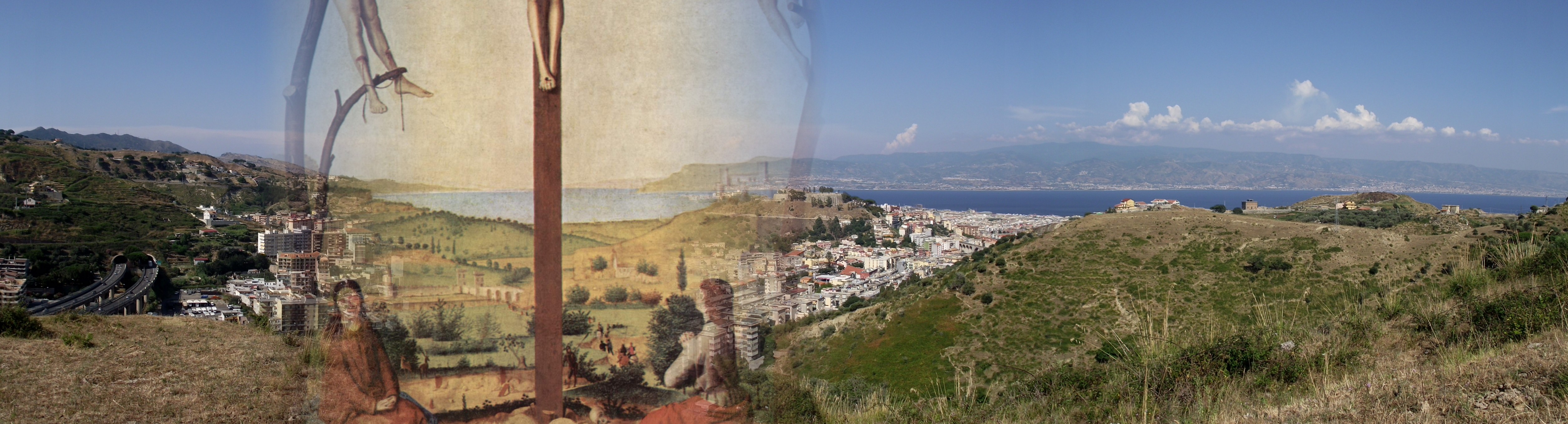
Lo stretto di Messina con sovrapposizione della crocifissione di Antonello

La Crocifissione è un dipinto olio su tavola di tiglio (59,7×42,5 cm) di Antonello da Messina, datato al 1475 e conservato nel Koninklijk Museum voor Schone Kunsten di Anversa.

## Firma
L'opera è firmata e datata sul cartiglio che si trova su un'asse spezzata piantata in basso a sinistra. 

## Descrizione e stile
La croce di Gesù campeggia al centro della composizione, secondo le forme canoniche delle Crocifissioni, mentre ai lati si trovano i due ladroni crocifissi su rami tortuosi, che fanno assumere loro posizioni contorte stridenti con la silente compostezza del Cristo. In primo piano si trovano i dolenti, Maria e san Giovanni, colti in un momento di preghiera e di composto dolore. Attorno ad essi si trovano numerosi dettagli simbolici, come i teschi, il gufo, le serpi, tutti oscuri presagi di morte.
Lo sfondo è composto da un paesaggio popolato da numerosi animali e tracce della presenza umana, come rovine antiche e un castello, il tutto caratterizzato da un grande specchio d'acqua che si perde in lontananza.
Recenti studi orografici effettuati nel 2010, mettendo a confronto con la tecnica della sovrapposizione le colline del quadro col paesaggio reale, hanno dimostrato che il paesaggio ritratto nell'opera è probabilmente il panorama dello stretto di Messina visto dalle colline della valle del torrente Camaro. Altri dettagli sono riconducibili alla città dello stretto, come il castello Mata-Grifone (oggi detto sacrario di Cristo Re).Il dipinto é datato e firmato 1475.Rappresenta l'estremo lembo di Sicilia che guarda la Calabria. Oltre il braccio di mare si vede il profilo dell'Aspromonte e si intravedono colline punteggiate da agrumi L'iconografia proviene da un modello nordico, con un'apertura parziale al paesaggio di tipo veneto che si paleserà meglio in opere immediatamente successive, come la Crocifissione di Londra. I personaggi risultano attivi nella scena e l'uso dei dettagli è più curato e, per certi versi, distraente.